# イゴル・アントン
イゴル・アントン・エルナンデス(Igor Anton Hernandez、1983年3月2日 - ）は、スペイン・バスク州・ビスカヤ県・ガルダカオ出身の元自転車競技（ロードレース）選手。

## 経歴

### 2005年
- エウスカルテル・エウスカディと契約を結んでプロ転向。
- ジロ・デ・イタリアに出場（総合83位）。

### 2006年
- ブエルタ・ア・エスパーニャ第16ステージを制し、総合15位。

### 2007年
- ブエルタ・ア・エスパーニャでは総合8位と健闘。

### 2008年
- ツール・ド・スイスで総合3位に入った。

### 2010年
- ブエルタ・ア・カスティーリャ・イ・レオンの第3ステージではアルベルト・コンタドール、マウリシオ・ソレル、エセキエル・モスケーラといった名だたるクライマーを抑え、大会唯一の頂上ゴールを制した。
- ブエルタ・ア・エスパーニャでは、第4、11ステージを制覇。総合首位のジャージ、マイヨ・ロホも第8〜第9、第11〜第13ステージまで守った。ところが第14ステージの残りあと約6.5km付近で転倒し、右肘を骨折。マイヨ・ロホ着用のまま無念のリタイアとなってしまった。

### 2011年
- フレッシュ・ワロンヌ 5位
- ジロ・デ・イタリア第14ステージのモンテ・ゾンコランゴールを制した。総合18位。
- ブエルタ・ア・エスパーニャ 区間1勝（第19ステージ）
- ツアー・オブ・北京 山岳賞

### 2012年
- ブエルタ・ア・エスパーニャ 総合9位

### 2013年
- フレッシュ・ワロンヌ 8位

### 2014年
- モビスター・チームに移籍。

### 2015年
- ブエルタ・ア・アストゥリアス　総合優勝（第1ステージ優勝）

### 2016年
- チーム・ディメンションデータに移籍。

### 2018年
- ブエルタ・ア・エスパーニャを最後に現役引退[1]